# Pohlia kenyae
Pohlia kenyae är en bladmossart som beskrevs av Kis 1984. Pohlia kenyae ingår i släktet nickmossor, och familjen Bryaceae. Inga underarter finns listade i Catalogue of Life.